# Cambodja
Cambodja, officieel het Koninkrijk Cambodja (Khmer: ព្រះរាជាណាចក្រកម្ពុជា, Preăh Réachéanachâkr Kâmpŭchéa), is een land in Zuidoost-Azië. In het noorden heeft het een 541 kilometer lange grens met Laos. In het noordwesten en westen heeft het een 745 kilometer lange grens met Thailand en in het oosten en zuidoosten heeft het een 1228 kilometer lange grens met Vietnam. Aan de kust grenst het aan de Golf van Thailand.
Het koninkrijk Cambodja is een constitutionele monarchie met koning Norodom Sihamoni als staatshoofd. De Cambodjaanse regering wordt sinds 2023 geleid door premier Hun Manet. Hij volgde zijn vader Hun Sen op, die met een regeerperiode van ruim 38 jaar een van de langstregerende leiders was in Zuidoost-Azië.
Cambodja's oude naam is "Kambuja" (Sanskriet: कंबुज). In het jaar 802 verklaarde Jayavarman II zichzelf tot koning, wat het begin betekende van het Khmerrijk, dat meer dan 600 jaar bloeide. Het gaf de opeenvolgende koningen de kans het grootste deel van Zuidoost-Azië met zijn grote macht en rijkdom te domineren. Gedurende het Khmerrijk werden er monumentale tempels gebouwd zoals Angkor Wat en Preah Vihear en vergemakkelijkte de verspreiding van eerst hindoeïsme en daarna boeddhisme over bijna heel Zuidoost-Azië. Na de val van Angkor voor het koninkrijk Ayutthaya in de 15e eeuw werd Cambodja geregeerd als een vazalstaat tussen zijn buren tot het ontstaan van de Unie van Indochina, gevormd door de Fransen in de 19e eeuw. Cambodja werd een onafhankelijke staat op 9 november 1953 onder koning Norodom Sihanouk.

## Geografie

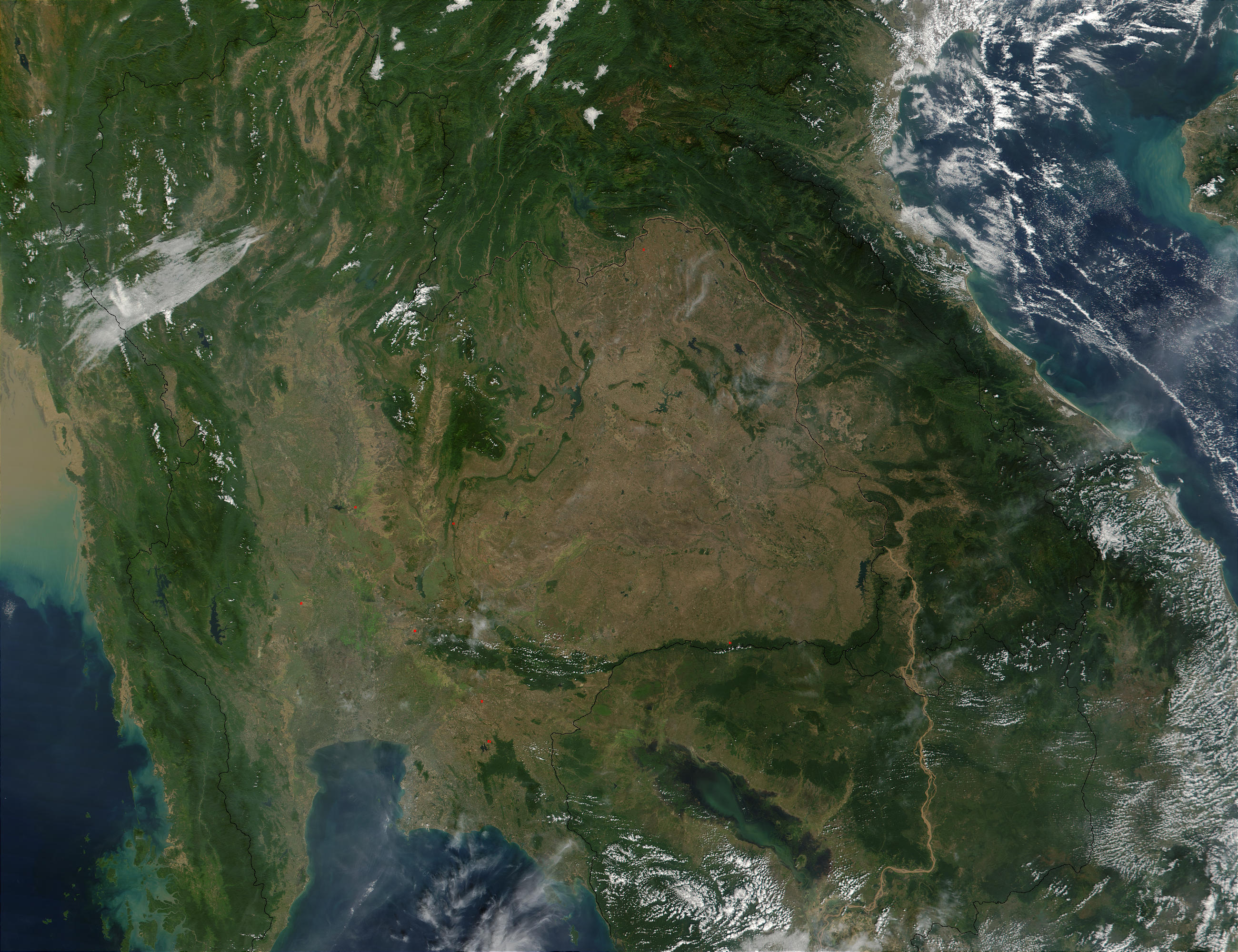
Satellietfoto van Thailand en Cambodja

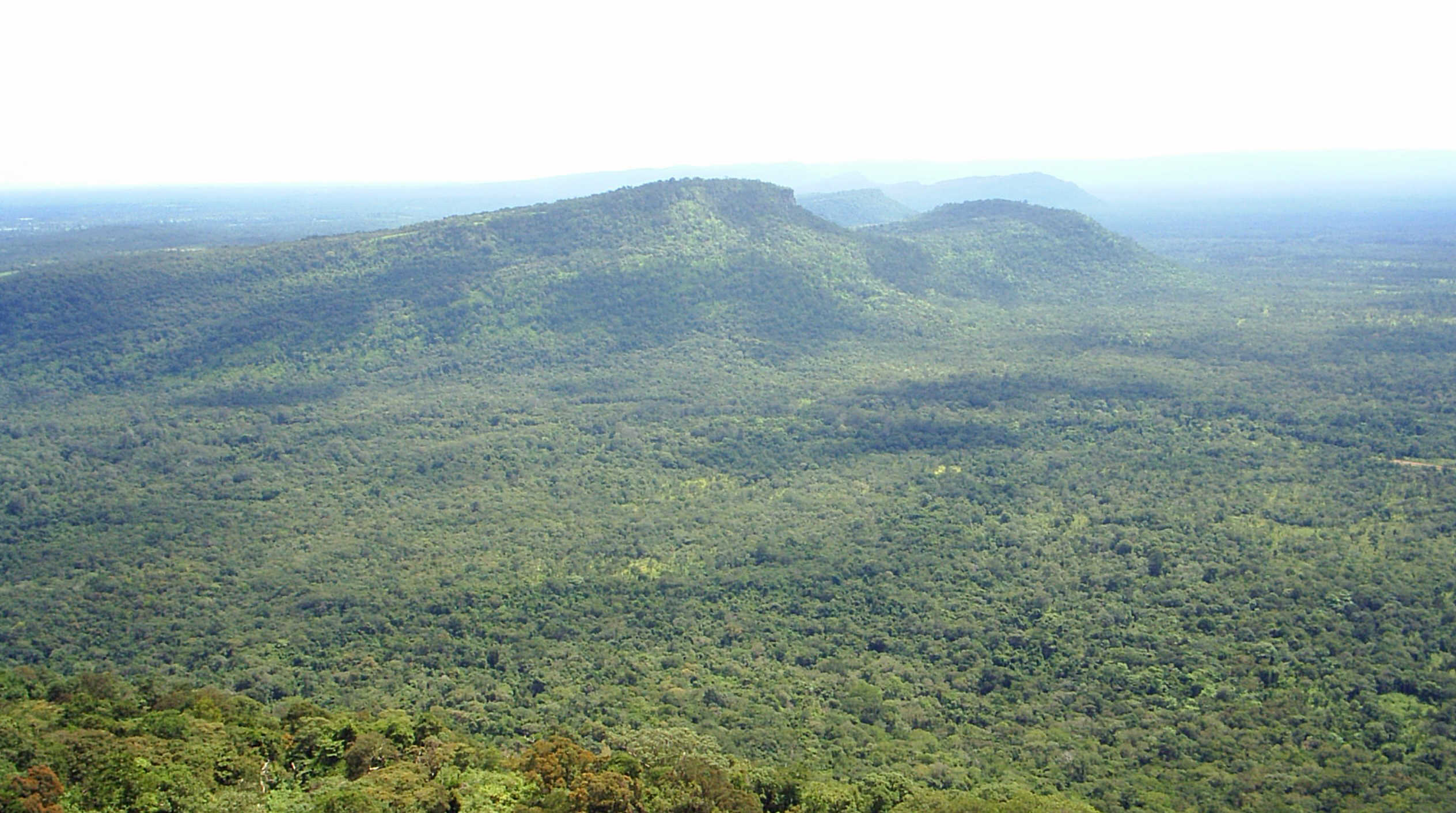
Dongrekbergen

Cambodja heeft een oppervlakte van 181.035 km². In het zuiden heeft Cambodja een kustlijn van ongeveer 441 kilometer aan de Golf van Thailand. Behalve in het zuidoosten worden alle grenzen van Cambodja gevormd door lage gebergtes. Binnen deze grenzen ligt een grote laagvlakte die het hart van Cambodja vormt.
Deze vlakte is het dichtstbevolkte deel van Cambodja en het is zeer vruchtbaar door de overstromingen. Natte rijstbouw vormt hier het belangrijkste landgebruik. De rivier de Mekong die langs de oostzijde van het Annamitisch Gebergte stroomt – vanaf Laos in het noorden tot aan Vietnam in het zuidoosten – zorgt voor de drainage van dit gebied. Centraal in deze laagvlakte in het noordwesten van Cambodja ligt het Tonlé Sapmeer ('Groot Meer' in het Khmer). In het droge seizoen stroomt het water via de rivier de Tonlé Sap in de Mekong. In het natte seizoen verandert de stroomrichting echter door de hoge waterstand in de Mekong. Het water stroomt dan naar het meer, dat daardoor verdrievoudigt in oppervlakte. Het meer wordt dan het grootste zoetwatermeer in Zuidoost-Azië.
Ongeveer 75 procent van Cambodja ligt op een hoogte van minder dan 100 meter boven het zeeniveau. In het zuidwesten van Cambodja ligt het Kravanhgebergte (Cardamongebergte) met als hoogste piek de Aoralberg van 1771 meter. Dit gebergte heeft een uitloper langs de kust tot aan de grens met Vietnam genaamd het Damreigebergte (Olifantgebergte) met pieken tussen de 500 en 1000 meter. De westelijke grens van Cambodja met Thailand wordt gevormd door een heuvelachtig gebied met toppen tot 500 meter. Aan de noordelijke grens met Thailand liggen de steile Dongrekbergen met pieken tot 700 meter, ook de Preah Vihear Tempel ligt in dit gebergte.

### Vegetatie
Cambodja bestond vroeger voor een groot gedeelte uit regenwoud. Door de massale houtkap in de afgelopen decennia is dat nu nog maar 49% van het land bedekt met regenwoud (voorheen 75%). Aan de kust komt ook veel mangrovebegroeiing voor. De rest is in gebruik als akkerland.

### Klimaat
Cambodja heeft een tropisch moessonklimaat. De gemiddelde temperatuur is ongeveer 30 graden. De temperatuur varieert van 10 graden in de koele maanden tot 45 graden in de zomer. Cambodja kent twee moessons: de droge noordoostmoesson van november tot april, als de winden uit het noordoosten komen, en de natte zuidwestmoesson van mei tot oktober, als de winden uit het zuidwesten komen en veel regen brengen. De periode met de minste regenval is januari – februari.

### De naam Cambodja
Cambodja is vaak van naam veranderd. De Cambodjanen zelf noemen hun land Kampuchea, deze naam is afgeleid van het woord Kambu-ja. Deze naam betekent letterlijk: zij die geboren zijn door Kambu. Kambu is volgens een mythe de grondlegger van Cambodja. Deze mythe gaat zover terug als de 10e eeuw. De Westerse namen Camboxa (Portugees), Cambodge (Frans), Kambodscha (Duits) enz. zijn variaties van de inheemse naam.
Sinds de onafhankelijkheid van Frankrijk in 1953 heeft Cambodja vele namen gekend:
- Koninkrijk Cambodja (Royaume du Cambodge)
- Khmerrepubliek onder Lon Nol van 1970 tot 1975
- Democratisch Kampuchea onder de Rode Khmer van 1975 tot 1979
- Volksrepubliek Kampuchea onder de Vietnamese bezetting van 1979 tot 1989
- Staat Cambodja (L'État du Cambodge, in Khmer: Roet Kampuchea) vanaf midden 1989
- Koninkrijk Cambodja sinds de verkiezingen in mei 1993

De Rode Khmer veranderde de naam Cambodja in Kampuchea om op die manier definitief afscheid te nemen van het koloniale tijdperk. De naam werd weer terugveranderd in Cambodja omdat de naam Kampuchea herinneringen oproept aan het regime van de Rode Khmer, en de regering daardoor geassocieerd werd met diens wreedheden.

## Demografie

### Bevolking
Met een bevolking van meer dan 16 miljoen is Cambodja het op 68 na dichtstbevolkte land ter wereld. De meeste Cambodjanen horen etnisch gezien bij de Khmer (97,6%). De Cham zijn de op een na grootste groep met ongeveer 1%. Een grote groep Cambodjanen woont buiten Cambodja, namelijk in de provincies Buriram, Sisaket, Surin en Ubon Ratchathani in het noordoosten van Thailand. En in het zuidelijk deel van Vietnam, dat door de Cambodjanen ook wel Kampuchea Krom wordt genoemd, de inwoners worden ook wel Khmer Krom genoemd.
De Cambodjaanse Burgeroorlog en de daaropvolgende genocide beïnvloedden de Cambodjaanse bevolking zeer sterk: 50% van de bevolking is jonger dan 22 jaar. Verschillende onderzoekers schatten het dodental op tussen de 740.000 en 3.000.000, meestal tussen 1,4 miljoen en 2,2 miljoen. Misschien de helft van deze sterfgevallen is te wijten aan executies, en de rest aan honger en ziekte.

### Religie
Het boeddhisme (theravada) is met ongeveer 96,9% van de bevolking de belangrijkste religie in het land. Sinds 1989 is het boeddhisme staatsgodsdienst.
De grootste religieuze minderheid vormen de moslims met 2,1% van de bevolking (sja’afitische soennieten). Zij behoren over het algemeen tot de Cham. Verder zijn er ongeveer 20.000 katholieken in Cambodja.

### Ten tijde van het Rode Khmer-regime
Artikel 20 van de constitutie van 1976 van het Democratisch Kampuchea garandeerde godsdienstvrijheid, maar het verklaarde ook dat "alle reactionaire religies die nadelig zijn voor het Democratisch Kampuchea en zijn volk ten strengste verboden zijn". Ongeveer 85 procent van de bevolking volgde de theravadaschool voor boeddhisme. De 40.000 tot 60.000 boeddhistische monniken, die door het Rode Khmerregime beschouwd werden als sociale parasieten, zijn uitgetreden en gedwongen tot dwangarbeid.
Zeer veel monniken zijn toen geëxecuteerd en tempels en pagodes vernietigd of zij werden gebruikt als pakhuizen of gevangenissen. Beelden van de Boeddha werden beklad en in rivieren en meren gegooid. Wanneer mensen biddend werden gezien of religieuze gevoelens uitten, werden ze vaak gemarteld en gedood. Ook de christelijke en islamitische gemeenschappen werden vervolgd, omdat zij door het regime werden bestempeld als onderdeel van een prowesterse kosmopolitische sfeer, die de Cambodjaanse cultuur en samenleving belemmerde.
De kathedraal de 'Notre Dame' in Phnom Penh, gebouwd door de Fransen ten tijde van het Frans protectoraat, is met de grond gelijkgemaakt. De Rode Khmer dwong moslims om varkensvlees te eten, wat in het islamitische geloof als onrein en verboden wordt beschouwd (Haram). Velen van de moslims die weigerden het varkensvlees te eten, werden vermoord. Christelijke geestelijken en islamitische imams werden geëxecuteerd. Er zijn in die periode 130 Chammoskeeën vernietigd.

## Politiek
De grote politieke rivaliteit tussen de partijen van Hun Sen, prins Norodom Ranariddh (gesteund door koning Norodom Sihanouk) en Sam Rainsy in combinatie met de overvloedige beschikbaarheid van oorlogstuig vormen een gevaar voor de stabiliteit van het land. Tevens heerst er corruptie. Zo steekt een kring rond de corrupte regering miljoenen van de opbrengst uit de massale houtkap in eigen zak. Cambodja stond in 2022 op de 150e plaats van de 180 in de corruptieperceptie-index van Transparency International. Cambodjanen die daartegen in opstand komen riskeren hun leven. Volgens Verslaggevers Zonder Grenzen staat Cambodja in 2023 op de 147e plaats wat persvrijheid betreft, ook hier zijn 180 landen beoordeeld.
Bij de verkiezingen van 2013 bemachtigde de belangrijkste oppositiepartij, de Cambodia National Rescue Party  (CNRP) onder leiding van Sam Rainsy, ruim 44% van de stemmen en 55 zetels in het parlement. De Cambodjaanse Volkspartij verloor dat jaar 22 zetels en kwam uit op 68 zetels. Na deze verkiezingen werd het bewind van Hun Sen autocratischer. Begin 2016 ging Sam Rainsy voor de derde keer in zijn politieke carrière in ballingschap. In november 2017 ontbond het Hooggerechtshof de CNRP op grond van beschuldigingen van een poging tot een staatsgreep en ruim 100 kaderleden van de partij werd het verboden om de komende vijf jaar politiek actief te zijn. Door het gebrek aan politieke tegenstanders veroverde de partij van Hun Sen bij de verkiezingen van juli 2018 alle 125 zetels in het parlement. In juli 2023 werden onder dezelfde moeilijke omstandigheden voor de oppositie verkiezingen gehouden. De partij van Hun Sen won 120 van de 125 zetels. Nog een week later besloot Hun Sen zijn oudste zoon Hun Manet naar voren te schuiven als nieuwe premier.
Een van de grote problemen van Cambodja is de instroom van Vietnamezen. De Khmer Krom (Khmer in zuidelijke Vietnam) vormen daarbij een politiek probleem voor de regering. Er heerst in Cambodja een sterk anti-Vietnamees sentiment. De Thais worden daarnaast beschouwd als kolonisator en de woede hierover is in januari 2003 door politici gebruikt om een grote hetze tegen Thaise bedrijven en instellingen op te wekken. Onder andere de Thaise ambassade is toen afgebrand.
Aids vormt een groot probleem; met een grote toename in het aantal gevallen in recente jaren. Dit komt onder andere door de pertinente weigering van de Khmermannen om condooms te gebruiken bij het geslachtsverkeer en de grote rol die prostitutie speelt in de cultuur (net als in Thailand en andere Aziatische landen) waarbij het normaal is voor een man om al vanaf de puberteit regelmatig een prostituee te bezoeken. Malaria vormt tevens een  probleem.

## Bestuurlijke indeling
| De bestuurslagen van Cambodja[a] | De bestuurslagen van Cambodja[a]                 | De bestuurslagen van Cambodja[a] | De bestuurslagen van Cambodja[a] | De bestuurslagen van Cambodja[a] | De bestuurslagen van Cambodja[a] |
| --- | ------------------------------------------------ | -------------------------------- | -------------------------------- | -------------------------------- | -------------------------------- |
| landsniveau | provincieniveau                                  | districtsniveau                  | gemeenteniveau                   | lokaal niveau                    | lokaal niveau                    |
| Koninkrijk Cambodja - ព្រះរាជាណាចក្រកម្ពុជា prĕəh riəciənaacak kampuciə | 24 provincies[b] - ខេត្ត, khaet                    | districten - ស្រុក, srŏk           | gemeenten - ឃុំ, khum              | dorpen - ភូមិ, phum                | dorpen - ភូមិ, phum                |
| Koninkrijk Cambodja - ព្រះរាជាណាចក្រកម្ពុជា prĕəh riəciənaacak kampuciə | 24 provincies[b] - ខេត្ត, khaet                    | municipaliteiten - ក្រុង, krong    | municipaliteiten - ក្រុង, krong    | wijken - សង្កាត់, sangkat           | dorpen - ភូមិ, phum                |
| Koninkrijk Cambodja - ព្រះរាជាណាចក្រកម្ពុជា prĕəh riəciənaacak kampuciə | 1 autonome municipaliteit[c] - រាជធានី, reach thani | secties - ខណ្ឌ, khan              | secties - ខណ្ឌ, khan              | wijken - សង្កាត់, sangkat           | dorpen - ភូមិ, phum                |
| - a: De aanduidingen zijn in de ambtstaal Khmer. - b: De provincies zijn Banteay Mean Cheay, Battambang, Kampong Cham, Kampong Chhnang, Kampong Spoe, Kampong Thum, Kampot, Kandal, Keb, Koh Kong, Kracheh, Mondol Kiri, Oddar Meancheay, Pailin, Preah Vihear, Pouthisat, Prey Veng, Ratanakiri, Sihanoukville, Siem Reap, Stoeng Treng, Svay Rieng, Takev en Tboung Khmum. - c: De autonome stad is Phnom Penh. |                                                  |                                  |                                  |                                  |                                  |

Het schema geeft aan dat Cambodja is onderverdeeld in 24 provincies en een autonome municipaliteit, de hoofdstad Phnom Penh.
De provincies zijn verdeeld in hetzij municipaliteiten hetzij districten. De districten zijn verdeeld in gemeenten. De municipaliteiten en de secties van de autonome municipaliteit zijn ingedeeld in wijken en verder net zoals de gemeenten in dorpen.

## Economie
Cambodja is een zeer arm land en de economie draait zeer slecht door de vele oorlogen. Vóór 1970 produceerden de boeren genoeg voedsel voor de behoeften van het land. Omstreeks 1986 dekte de productie door de vele vernielingen nog maar 75% van de behoefte. Landbouw is de belangrijkste activiteit en rijst, rubber en maïs zijn de belangrijkste gewassen. Er was bijna geen industrie en de industrieën die er waren produceerden voornamelijk voor de binnenlandse consumptie.
De economie van Cambodja lag volledig stil medio jaren tachtig. Volgens gegevens van het Internationaal Monetair Fonds (IMF) was het gemiddeld bruto binnenlands product (bbp) per hoofd niet meer dan US$ 17. Vanaf begin jaren negentig wordt een markt georiënteerd economisch beleid gevoerd. De economische groei is fors toegenomen en is, met uitzondering van 2009 en 2020, nooit meer onder de 5% per jaar uitgekomen. Het inkomen per hoofd is ook fors gestegen, maar Cambodja is nog steeds een arm land. In de regio was in 2020 alleen Nepal significant armer. De overheid heeft in het algemeen een tekort op de begroting, maar de staatsschuld uitgedrukt als percentage van het BBP is nog steeds laag. In de jaren 2012 tot en met 2016 was gemiddeld zo’n 15% van de overheidsinkomsten afkomstig van buitenlandse hulp.
Het land heeft structureel een groot tekort op de lopende rekening en vooral de goederenbalans is sterk negatief. Het belangrijkste exportproduct is textiel en de grootste exportmarkt is de Verenigde Staten. Uit de Volksrepubliek China wordt het meest geïmporteerd. Naast producten voor de textielindustrie worden olie- en olieproducten veel ingevoerd. De dienstenbalans is positief en dit is vooral een gevolg van de vele toeristen die het land bezoeken. De meeste buitenlandse bezoekers komen uit de regio, Vietnam, China en Laos. Door de lage lonen is Cambodja een aantrekkelijke vestigingsplaats voor arbeidsintensieve bedrijven, zoals de textiel- en kledingindustrie. Het land krijgt mede hierdoor forse investeringen vanuit het buitenland.
| Jaar | BBP (in miljarden US$) | BBP per hoofd (in US$) | BBP per hoofd (in US$, PPP) | Reële groei (% mut JoJ) | Inflatie (% mut JoJ) | Saldo overheids- begroting (in % BBP) | Bruto staatsschuld (in % BBP) | Saldo lopende rekeningen (in % BBP) |
| ---- | ---------------------- | ---------------------- | --------------------------- | ----------------------- | -------------------- | ------------------------------------- | ----------------------------- | ----------------------------------- |
| 1990 | 0,9                    | 100                    | 1018                        | 1,1%                    | 141,8%               |                                       |                               |                                     |
| 2000 | 3,7                    | 300                    | 1468                        | 9,6%                    | −0,8%                | −4,8%                                 | 35,2%                         | −2,6%                               |
| 2005 | 6,3                    | 471                    | 2107                        | 13,3%                   | 6,3%                 | −0,4%                                 | 35,6%                         | −3,8%                               |
| 2010 | 11,2                   | 788                    | 2728                        | 6,0%                    | 4,0%                 | −3,8%                                 | 28,7%                         | −8,8%                               |
| 2015 | 18,2                   | 1203                   | 3661                        | 7,0%                    | 1,2%                 | −0,6%                                 | 31,2%                         | −8,7%                               |
| 2020 | 25,8                   | 1644                   | 4427                        | −3,1%                   | 2,9%                 | −3,4%                                 | 34,4%                         | −8,5%                               |

De landbouw is een belangrijke sector. Het heeft een aandeel van 30% in het bbp en ongeveer de helft van de beroepsbevolking is hierbinnen werkzaam.
De nationale munt is de riel, maar de Amerikaanse dollar wordt ook in de praktijk veel gebruikt. De wisselkoers tussen de twee munten is al jaren stabiel en schommelde, binnen zeer nauwe marges, rond de 4050 riel per dollar.

### Toerisme

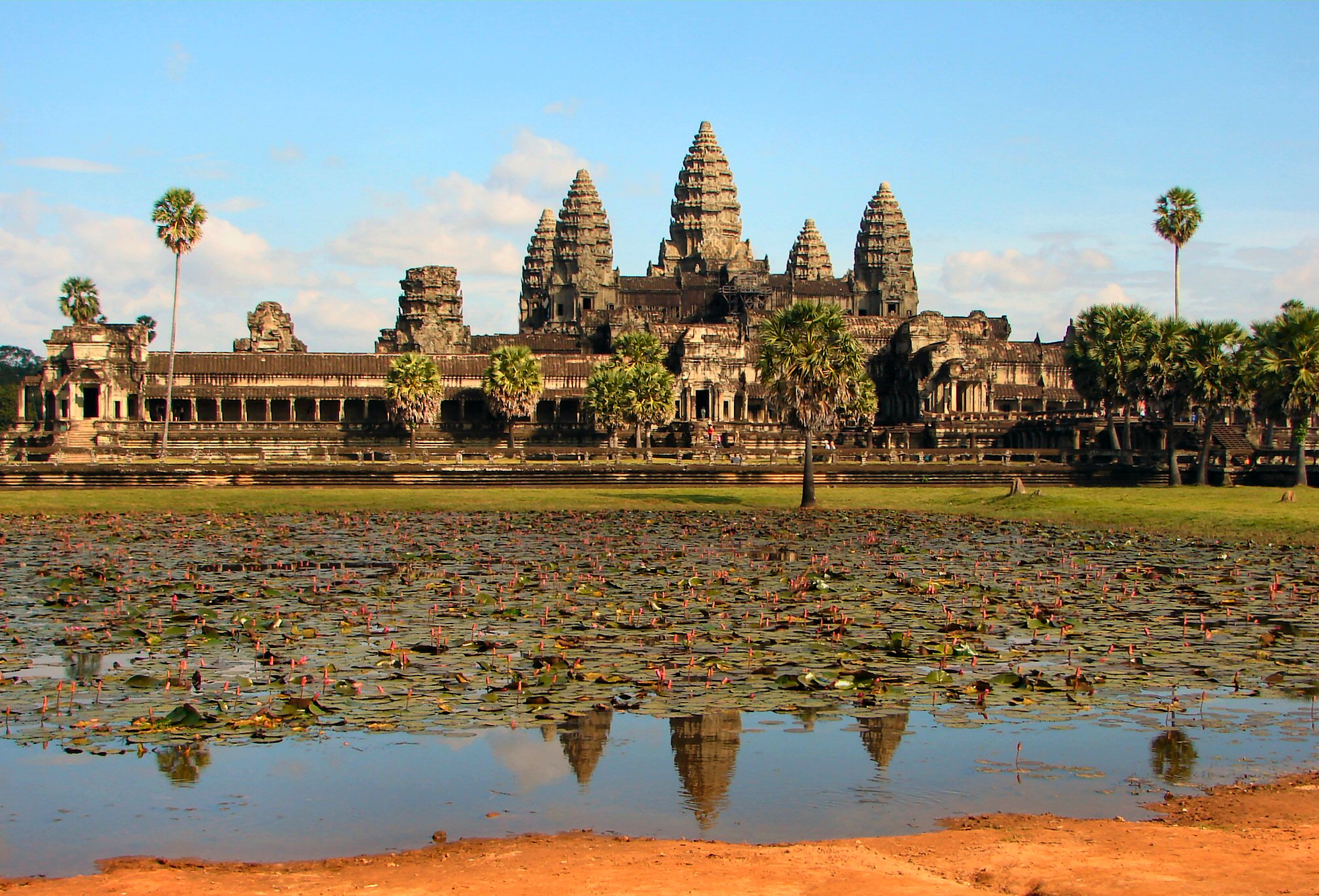
Angkor Wat

Het toerisme is de snelstgroeiende sector in de Cambodjaanse economie. Inkomsten uit visa en hoge toegangsprijzen voor monumenten komen de regering (of haar corrupte beambten) rechtstreeks ten goede. Tussen 1990 en 2010 groeide vooral het aantal westerse toeristen. Dit aantal vlakte daarna af, maar door een grote toename van Chinees toerisme in het opvolgende decennium bleef de sector snel verder groeien.
De groei van het toerisme bracht naast inkomsten ook problemen met zich mee, zoals een grote belasting op de lokale natuur en infrastructuur. In tegenstelling tot de buurlanden kunnen buitenlanders in Cambodja ongehinderd land bezitten. Dit heeft er in de belangrijkste toeristenresorts toe geleid dat buitenlanders het grootste deel van de grond in handen hebben. Met name Sihanoukville is grotendeels in handen gekomen van Chinese investeerders.
Ondanks de groeipercentages staat de regering voor een grote uitdaging, zoals het gebrek aan scholing van in het toerisme werkzaam personeel en de bijna totale afwezigheid van infrastructuur voor toerisme op het platteland. De meeste toeristen beperken zich tot een bezoek aan Siem Reap, zodat de inkomsten geconcentreerd blijven. Andere toeristische trekpleisters ontwikkelen zich veel trager.
Toeristische bezienswaardigheden zijn:
- Angkor
- Preah Vihear (tempel)
- stranden van Sihanoukville
- Phnom Penh
- Choeung Ek (beter bekend als killing fields)
- Nationaal park Preah Monivong
- de eilanden Koh Rong en Koh Rong Samloen

### Transport

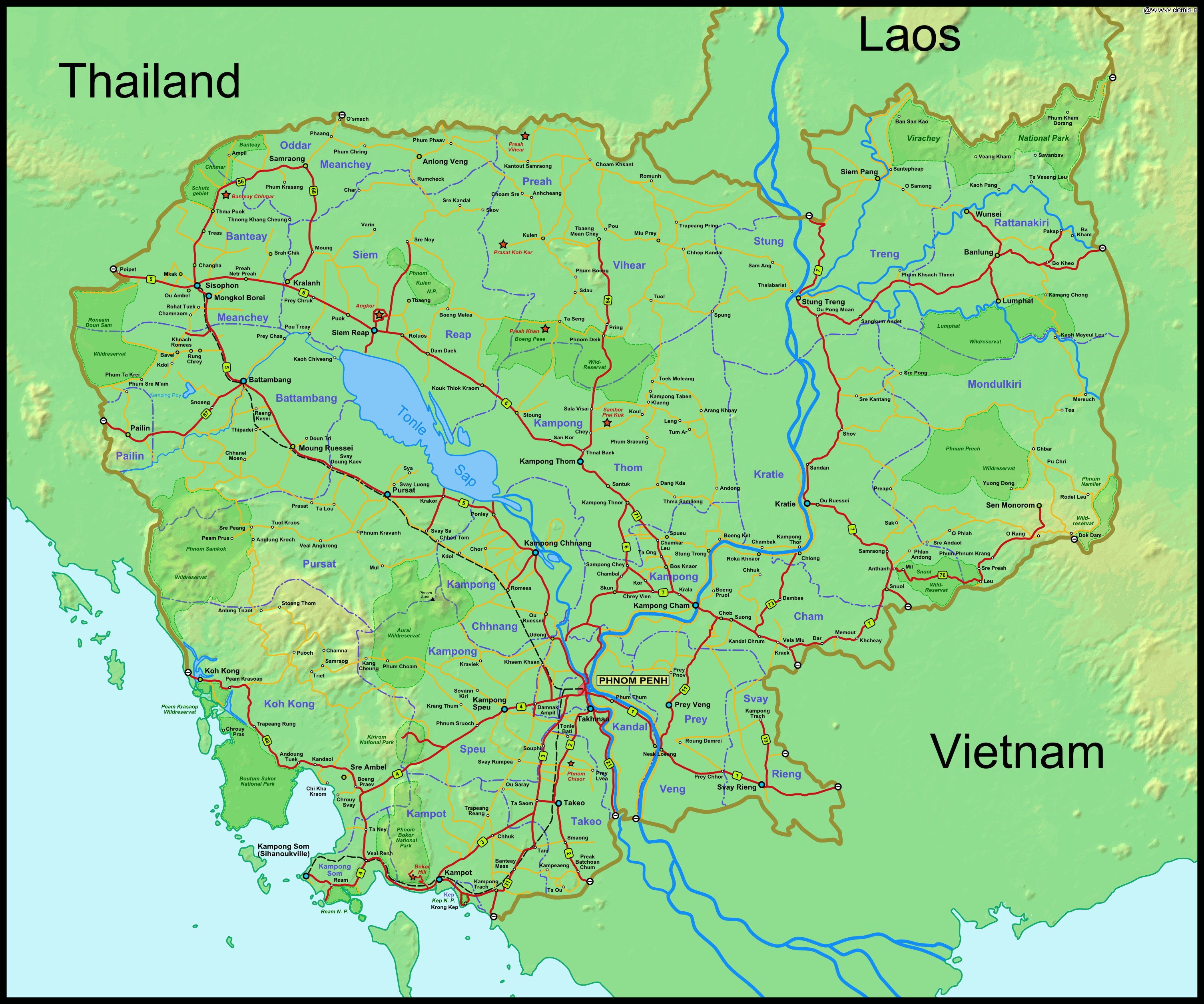
Transportnetwerk Cambodja

Na de burgeroorlog verkeerde het wegennet in een slechte staat. Met buitenlandse hulp zijn de hoofdwegen sterk verbeterd en geasfalteerd. Belangrijke internationale wegen zijn de AH1 en AH11. De verkeersveiligheid is beroerd, in 2019 waren er 2000 verkeersdoden.
Cambodja telt twee spoorlijnen, met een totale lengte van 620 kilometer. Er is een lijn van Phnom Penn naar Sihanoukville aan de zuidkust en tussen de hoofdstad en Sisophon, via Battambang, in het noordwesten van Cambodja.
Het land beschikt over een uitgebreid netwerk van rivieren. Vooral de Mekong en de Tonle Sap zijn belangrijk. De twee grote havens zijn Phnom Penh en Sihanoukville. Phnom Penh, op de kruising van de Bassac, Mekong en de Tonle Sap, is de enige rivierhaven die door kleine zeeschepen kan worden bezocht. In 2024 is de aanleg gestart van het Funan Techokanaal, van Phnom Penn naar de Golf van Thailand.
Er zijn drie commerciële luchthavens, waarvan Phnom Penh International Airport de drukste van het land is. Hier maakten in 2023 bijna vier miljoen passagiers gebruik van. Siem Reap-Angkor International Airport is de op één na drukste en bedient de meeste internationale vluchten van en naar Cambodja. Sihanouk International Airport ligt in de kuststad Sihanoukville en telde slechts 50.000 passagiers in 2023.

## Geschiedenis

### Oudheid
De oudst bekende beschavingen verschenen ongeveer in de 1e eeuw van onze jaartelling in Cambodja. Dit waren de beschavingen van Chenla (Chinese naam, Khmer naam Kambu) en Funan (Chinese naam, echte naam onbekend) meer in hedendaags Vietnam.

### Angkorperiode
Vanaf het begin van de 9e eeuw tot ongeveer 1350 breidden de koningen van Cambodja hun rijk zo ver uit dat het uiteindelijk grote delen van Zuidoost-Azië omvatte, het hedendaagse Cambodja, delen van Vietnam, Laos, Thailand en het gebied tot aan de oostelijke grenzen van Myanmar. Hoewel dit grote rijk vaak het rijk van de Khmers of kortweg het Khmerrijk wordt genoemd, maken de inscripties van de Khmers duidelijk dat de naam die de Khmers zelf aan hun rijk gaven Kambujadesha was, letterlijk land van de Kambuja's, of kortweg Kambuja. De koningen zetelden in deze periode in het gebied ten noorden van het Tonlé Sapmeer, waar de hoofdstad Angkor lag, nabij het hedendaagse Siem Reap. Angkor Wat en andere hindoeïstische en boeddhistische tempels, kloosters en andere monumenten zijn de beroemde overblijfselen van deze beschaving. Na verscheidene oorlogen met Ayutthaya en Lan Xang (dat het zelf had helpen stichten), verplaatsten de Khmers de hoofdstad naar de omgeving van Phnom Penh en in 1812 naar Phnom Penh zelf.

### Bestuur vanuit Phnom Penh
Vanaf het midden van de 15e eeuw tot de komst van de Fransen werd Cambodja geregeerd door zwakke koningen en werd het verscheurd door interne conflicten. Ook vele oorlogen met Ayutthaya en Vietnam leidden tot grote verliezen in zowel land als rijkdom. Cambodja zou nooit meer de omvang en glorie van het oude Khmerrijk bereiken.

### Franse kolonisatie
Tussen 11 augustus 1863 en 9 november 1953 werd Cambodja geregeerd door Frankrijk. Eerst werd Cambodja een Frans protectoraat, op 17 oktober 1887 werd het een onderdeel van de Unie van Indochina samen met Tonkin, Annam, Cochin China en Laos (vanaf 1893). Vanaf 8 november 1949 trad Cambodja toe tot een associatie met Frankrijk. De koloniale economie was gericht op de export van grondstoffen en landbouwproducten (rijst, rubber en peper). De inwijking van Europeanen bleef steeds erg beperkt.

### Onafhankelijkheid en Khmer Rouge
Op 9 november 1953 werd het Koninkrijk Cambodja onder koning Norodom Sihanouk onafhankelijk en sindsdien kent het een turbulente geschiedenis met vele politieke wisselingen.
Tijdens de Vietnamoorlog werd Cambodja zwaar gebombardeerd door Amerikaanse B-52-bommenwerpers die de Vietcong en de Ho Chi Minh-route als doel hadden. Cambodja was na Laos zelfs het zwaarst gebombardeerde land in Zuidoost-Azië, er vielen naar schatting 600.000 burgerslachtoffers. In 1970 vielen Amerikaanse en Zuid-Vietnamese troepen Cambodja binnen om aldaar gelegerde Vietcongtroepen aan te vallen. Generaal Lon Nol pleegde een staatsgreep, zette Sihanouk af en riep in oktober 1970 de Khmerrepubliek uit. In 1975 wierp de Rode Khmer onder leiding van Pol Pot de regering van Lon Nol omver en stichtten zij Democratisch Kampuchea. Ze oefenden een waar schrikbewind uit en vermoordden tussen 1,5 miljoen en 2,5 miljoen mensen (schattingen zijn zo laag als 800.000 (bekentenis Pol Pot) en zo hoog als 3 miljoen (Vietnamese bronnen)). Dit was ongeveer 25% van de Cambodjaanse bevolking.

### Bevrijding en wederopbouw
In 1978 vielen de Vietnamezen Cambodja binnen, nadat Cambodja het zuiden van Vietnam was binnengevallen, en werd de Volksrepubliek Kampuchea opgericht. Hierna heerste er tot ver in de jaren 1990 een burgeroorlog die uiteindelijk resulteerde in de overgave van de laatste Rode Khmerguerrillero's. Van 1991 tot 1993 was het land onder bestuur van de Verenigde Naties (UNTAC). In mei 1993 werden er voor het eerst weer verkiezingen gehouden. De situatie bleef echter tot in 2003 onstabiel.

### 21e eeuw
De grens tussen Thailand en Cambodja is sinds 1908 betwist in het gebied rond de tempel van Preah Vihear. Het Internationaal Gerechtshof wees de tempel zelf in 1962 toe aan Cambodja. In 2013 wees het gerechtshof ook het omliggende gebied toe aan Cambodja. Thailand erkent de autoriteit van het gerechtshof. Desondanks wisselen militairen van de landen er regelmatig schoten uit, en in 2011 en 2025 kwam het tot verdergaand geweld.